# Счастливчики (фильм, 2008)
«Счастливчики» (англ. The Lucky Ones) — художественный фильм 2008 года, также известен под названием «Крутой поворот», третья режиссёрская работа Нила Бёргера, с Рэйчел Макадамс, Тимом Роббинсом и Майклом Пенья в главных ролях.

## Синопсис
Получив после госпиталя отпуска с Иракской войны, трое американских военных арендовали автомобиль. Раньше незнакомые люди, теперь они вместе едут по бескрайней американской дороге — юная Коли, молодой парень Ти Кей и двухметровый Чивер. Каждый из них нашёл свою причину поехать в Лас-Вегас.

## В ролях
| Актёр                  | Роль           |
| ---------------------- | -------------- |
| Рэйчел Макадамс        | Коли Данн      |
| Тим Роббинс            | Фрэд Чивер     |
| Майкл Пенья            | Tи Кей Пул     |
| Молли Хейган           | Пэт Чивер      |
| Марк Л. Янг            | Скотт Чивер    |
| Ховард Платт           | Стэн Тилсон    |
| Арден Майрин           | Барбара Тилсон |
| Коберн Госс            | Петр Тилсон    |
| Джон Хёрд              | Боб            |
| Дженнифер Джоан Тейлор | жена Боба      |
| Эмили Суоллоу          | Брэнди         |